# Elisabeth Linton
Inga Sidonia Elisabeth Gad Linton, född 10 augusti 1973 i Göteborg, är en svensk regissör, dramaturg och operachef, bosatt i Danmark sedan 1997.

## Biografi
Linton utbildade sig till regissör vid Statens Teaterskole i Köpenhamn (nuvarande Statens scenekunstskole), den hittills enda regieleven med specialiserad inriktning på operaregi. Sedan examen 2001 har hon regisserat ett 50-tal produktioner (2021) av opera, musikal och talteater i Norden och Europa, bland annat på Malmö Opera, Göteborgsoperan, Det Kongelige Teater, Finlands nationalopera, Stadttheater Bern och Musikfestspiele Potsdam Sanssouci. På Malmö Opera regisserade hon 2016 urpremiären av Benjamin Staerns sagoopera Snödrottningen och 2019 nordenpremiären av musikalen Matilda. Utöver regiuppdrag har Linton verkat som dramaturg, bland andra för Kasper Holten på Royal Opera House i London, som konsertdramaturg i Danmark och Norge och sedan 2017 som chefsdramaturg och chefsregissör vid Malmö Opera.. 2008-2009 regisserade Linton en av delarna i SVT Dramas operasatsning Hotel opera. 
Elisabeth Linton var ledamot i Den Jyske Operas styrelse 2006-2014 och har sedan 2015 suttit i Det Kongelige Teaters Opera advisory board. Linton engageras regelbundet som gästlärare på bland annat Operahögskolan, Stockholms konstnärliga högskola, Opera Akademiet på Det Kongelige Teater, Statens scenekunstskole, samt som föredragshållare för större verksamheter till exempel Novo nordisk.
I juni 2021 utnämndes Linton till ny operachef för Danmarks nationalscen, Den Kongelige Opera i Köpenhamn, med formellt tillträde i augusti 2022.

## Föreställningar i urval
- 2006 Skuggspel, Malmö Opera
- 2006 Evita, Lloyd Webber, Aalborg teater
- 2007 Der fliegende Holländer, Wagner, Norrlandsoperan
- 2007 Faust, Gounod, Den Jyske Opera
- 2007 Saul, Händel, Vadstena Akademien
- 2008 La Boheme, Puccini, Göteborgsoperan
- 2010 De tre musketere, Jokum Rodhe, Det Kongelige teater
- 2010 Nabucco, Verdi, Det Kongelige teater
- 2011 Don Giovanni, Mozart, Stadt theater Bern
- 2011 Xerxes, Händel, Den Ny Opera
- 2012 Dido and Aeneas, Purcell, Danmarks Radio
- 2012 Gåvan, Operaverkstan, Malmö
- 2013 Tosca, Puccini, Den Jyske Opera
- 2013 Tristan und Isolde, Wagner, Finnish National Opera
- 2013 Proserpin, Kraus, Potsdamer Festspiele
- 2014 Silverskeppet, Kraus/Dominique, Vadstena Akademien
- 2015 Cosi fan Tutte, Mozart, Den Jyske Opera
- 2016 La Boheme, Puccini, Det Kongelige teater
- 2016 Snödrottningen, Staern, Malmö Opera
- 2018 Matilda the Musical, Malmö Opera